# Phyllolais pulchella
Phyllolais pulchella là một loài chim trong họ Cisticolidae.